# Mikroregion Kutnohorsko
Mikroregion Kutnohorsko je dobrovolný svazek obcí podle zákona v okresu Kutná Hora, jeho sídlem je Kutná Hora a jeho cílem jsou investiční akce a cestovní ruch. Sdružuje celkem 5 obcí a byl založen v roce 2002.

## Obce sdružené v mikroregionu
- Kutná Hora
- Nové Dvory
- Svatý Mikuláš
- Hlízov
- Církvice